# Кена Кузаніт

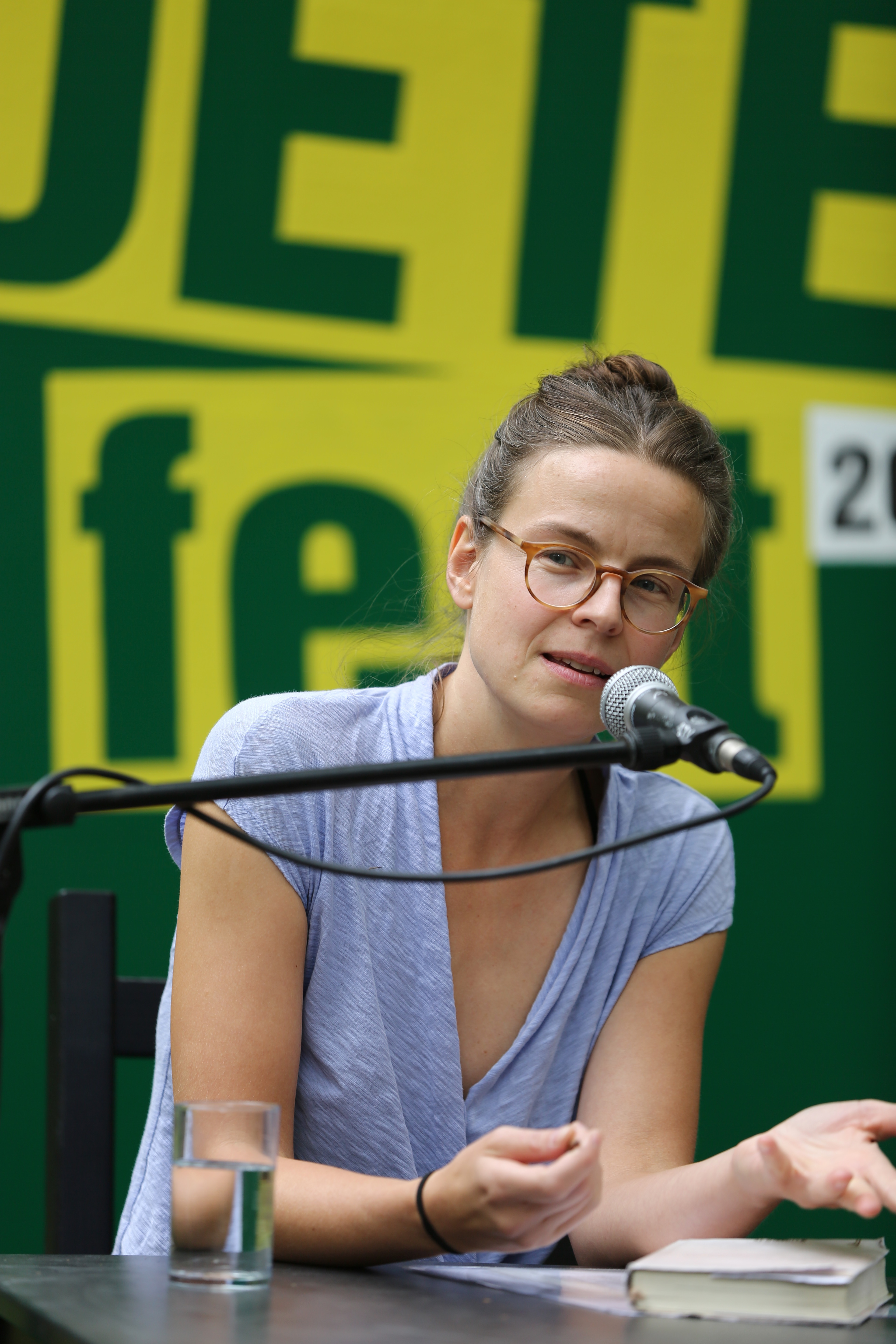
Кена Кузаніт на поетичному святі у місті Ерлангені (2019)

Ке́на Кузані́т (нім. Kenah Cusanit; нар. 1979, Бланкенбург (Гарц)) — німецька письменниця.

## Біографія
Кена Кузаніт виросла в Берліні-Бранденбурзі. Вивчала сходознавство, давні східні мови, етнологію та африканістику. Закінчила навчання з дипломом Master of Arts. Після навчання працювала журналісткою в Німеччині і за кордоном. Друкувалася у впливових літературних часописах (Edit, Sprache im technischen Zeitalter, manuskripte) та в антологіях. З 2009 року публікує поезії в щорічнику «Jahrbuch der Lyrik».
Дебютний роман Кузаніт «Вавилон» (нім. Babel) присвячений відомому німецькому археологу Роберту Кольдевею. Роман був номінований на Премію Лейпцизького книжкового ярмарку. 2019 року цей роман був нагороджений Премією Уве Йонсона.

## Твори
- з паперу / aus Papier. Gedichte, Hochroth Verlag, Berlin 2014, ISBN 978-3-902871-52-7.
- Хронограф хорології I / Chronographe Chorologien I. Gedichte, Hochroth Verlag, Berlin 2017, ISBN 978-3-902871-93-0.
- Вавилон / Babel. Roman, Carl Hanser Verlag, München 2019, ISBN 978-3-446261-65-5.